# Бофремон, Шарль-Луи де
Шарль-Луи де Бофремон (фр. Charles-Louis de Bauffremont; 1614 — сентябрь 1682), маркиз де Мексимьё, Листене и Клерво — военный и государственный деятель Испанской империи.

## Биография
Сын Клода де Бофремона, маркиза де Мексимьё, губернатора Франш-Конте, и Маргериты де Полиньи.
Виконт де Мариньи, сеньор и барон де Се, Трав, Дюрн, Монсожон, Шарье, Пюси, Монне, Ранс, Ресен, и прочее. Великий бальи Аваля.
В 1656 году в ранге генерал-сержанта привел во Фландрию четыре полка пехоты и два полка кавалерии, набранных им на службу Его католического величества, и участвовал в битве при Сен-Венане.
В 1670 году пожалован в рыцари ордена Золотого руна.
После завоевания Франш-Конте войсками Людовика XIV перешел на сторону французов. В 1674 году командовал полком своего имени (полк Листене), сражался под командованием маршала Тюренна в битве при Энтцхайме, близ Страсбурга, где был ранен.
В 1681 году, после смерти Филиппа-Эжена де Горрево, герцога де Пон-де-Во, не оставившего наследников, Бофремон инициировал процесс о наследстве, заявив о правах, доставшихся ему от бабки, Клодин де Вильмюль. Эта тяжба продолжалась более тридцати лет, уже при наследниках маркиза.
Составил завещание 5 апреля 1682, и умер в сентябре того же года.

## Семья
1-я жена: Мари де Ваттевиль. При заключении брака ввела будущего супруга в заблуждение, не сообщив, что ранее уже приняла монашеский обет. Брак был аннулирован.
Сын:
- Луи де Бофремон, сеньор д'Эстиваль. Был признан законным ребенком, поскольку его отец не знал об обмане своей жены. Тем не менее, Шарль-Луи де Бофремон, не простивший бывшую жену, отказался признать ее сына своим основным наследником, и отказал ему сравнительно небольшие владения, состоявшие, в основном, из сеньории Эстиваль. Луи де Бофремон по этой причине «умер от огорчения»[1][2], оставив двух сыновей, обосновавшихся в Венгрии, и дочь, вышедшую замуж за трансильванского принца.

2-я жена (контракт 30.04.1640): Луиза-Франсуаза де Вьен де Бофремон, маркиза де Листене, двоюродная сестра, дочь Жоашена де Бофремона, маркиза де Листене, и Маргериты де Ри де Ла-Палю. Благодаря этому браку было завершено объединение семейных владений.
Дети:
- Фердинанд де Бофремон (ум. 1657), маркиз де Листене, капитан кавалерии, умер от раны, полученной в битве при Сен-Венане
- Клод-Поль де Бофремон (ум. 1674). Назначен аббатом Люксёя, покинул монастырь после смерти старшего брата. Стал маркизом де Листене, почетным дворянином Дольского парламента, великим бальи Аваля, полковником пехотного и драгунского полков, и рыцарем бургундского ордена Святого Георгия (1664). Умер от раны, полученной 4 октября 1674 в битве при Сен-Франсуа, близ Страсбурга.
- Жан-Батист-Жозеф-Иасент де Бофремон. Каноник метрополитенской церкви Безансона, аббат Люксёя и коадъютор аббатства Сен-Поль. Оставил церковные бенефиции ради военной службы, и по завещанию отца стал основным наследником, но вскоре умер в возрасте 22 лет.
- Пьер II де Бофремон (1662—1685), маркиз де Листене и Клерво. Жена (1681): Мари де Барр, дочь Бернара де Барра, маркиза де Мирбо, и Антуанетты де Боклер
- Шарль-Эмманюэль де Бофремон (ум. 27.06.1733, Се-сюр-Сон), аббат Люксёя и Сен-Поля в Безансоне. Приказал разрушить замок Се-сюр-Сон, построенный Клодом де Бофремоном, епископом Труа, и заново отстроил его в современном вкусе и с роскошью королевских резиденций.
- Клод-Луиза-Тереза де Бофремон, монахиня-визитантка в Гре
- Доротея де Бофремон, монахиня-аннунциатка в Нозеруа
- Дель де Бофремон (ум. 1705, Париж), не замужем
- Мари-Элеонора де Бофремон (ум. 3.12.1681), должна была стать канониссой в Ремирмоне, но умерла в возрасте 17 лет